# Achaea mabillii
Achaea mabillii is een vlinder van de familie van de spinneruilen (Erebidae). De wetenschappelijke naam van deze soort is voor het eerst voorgesteld als Ophisma mabillii door Max Saalmüller in een publicatie uit 1879.

## Verspreiding
De soort komt voor in Zuid-Afrika en Madagaskar.

## Waardplanten
De rups leeft op Coffea sp. (Rubiaceae), Erianthemum dregei (Eckl. & Zeyh.) Tiegh. (Loranthaceae) en Agelanthus kraussianus (Meisn.) Polhill & Wiens (Loranthaceae).